# Coesão do solo
Na Mecânica dos solos a coesão pode ser definida de uma forma genérica como a resistência ao cisalhamento de um solo quando não há nenhuma pressão externa sobre ele. Esta resistência pode ter três origens:
- Em função da presença de um cimento natural que promove um cfzdas processo de aglutinação dos grãos;
- Devido à ligações exercidas pelo potencial atrativo de natureza molécular ou coloidal; e
- Pelo efeito da pressão capilar na água intersticial do solo.

A coesão é a principal parcela da resistência ao cisalhamento dos solos finos e coesivos, como por exemplo as argilas, já para os solos granulares ou não coesivos,como as areias, a maior parcela é devida ao ângulo de atrito.
De forma geral os solos são compostos por vários tamanhos de grãos e portanto vão apresentar tanto a coesão como o ângulo de atrito. No laboratório estes dois valores podem ser obtidos através dos ensaios de cisalhamento direto ou de compressão triaxial (compressão exercida em três dimensões).